# Slaget vid Yique
Slaget vid Yique (伊阙之战; Yīquēzhīzhàn) var ett militärt slag år 293 f.Kr. i Kina under tiden för De stridande staterna mellan feodalstaterna Qin, Wei och Han.
294 f.Kr beordrade Qin's Kung Zhaoxiang en attack mot Han under befäl av generalen Bai Qi. Några viktiga befästningar erövrades och Bai Qi belägrade Han's huvudstad (dagens Xinzheng). Staterna Wei och Han ingick en allians för att stoppa Qins erövringar. Wei skickade militära styrkor och tillsammans med Wei samlade de 240 000 soldater, vilket var numerärt överlägset Qin's 120 000 soldater. Alliansens styrkor leddes av general Gongsun Xi (公孙喜).
Bai Qi släppte belägringen av huvudstaden och år 293 f.Kr drabbade styrkorna samman vid Yique, söder om dagens Luoyang i Henan. Slagfältet var stort och terrängen var komplicerad med både berg och floder. De allierade grupperade sig defensivt i flera olika befästningar. Bai Qi lyckades få Hans och Wei's styrkor att tvivla på dess inbördes lojalitet, och Qin slog till med mindre bakhåll och erövrade ett fäste i taget. Efter några månader var samtliga befästningar erövrade och hela Weis och Han's återstående arme avrättades, och general Gongsun Xi blev fängslad. Den totala förlusten för alliansen blev 240 000 soldater.
Efter slaget fick Qin ett maktgrepp om de centrala delarna av Kina, och Wei och Han tvingades överlåta territorium till Qin för att få till en vapenvila. För vinsten blev Bai Qi befordrad till "överbefälhavare" (国尉).